# Hexatoma (Eriocera) perornata
Hexatoma (Eriocera) perornata is een tweevleugelige uit de familie steltmuggen (Limoniidae). De soort komt voor in het Oriëntaals gebied.